# Myrmecia pilosula
Myrmecia pilosula, também conhecida como 'jack jumper', é uma espécie australiana de formiga reconhecida por sua agressividade, capacidade de saltar e por seu veneno potente. 